# Happōshu
Happōshu (発泡酒, littéralement alcool pétillant), ou low-malt beer (littéralement « bière au taux de malt réduit ») est un type de bière japonaise avec moins de 67 % de malt ou contenant des ingrédients particuliers (autres que malt, houblon, riz, maïs, kaoliang, pomme de terre, amidon ou sucre) selon les catégories de taxe sur les alcools du Japon.

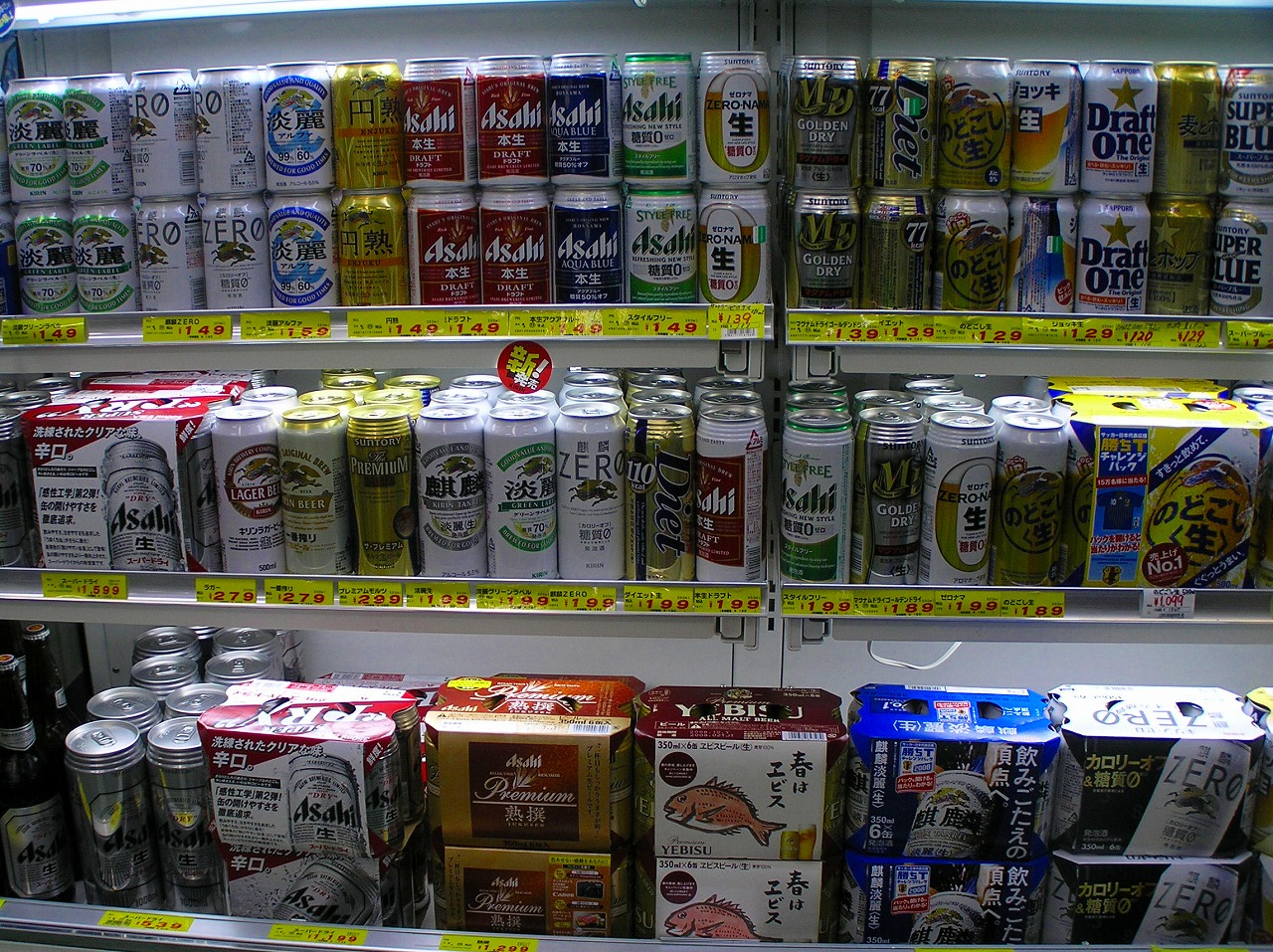
Des cannettes de bière et de happōshu au Japon en 2008

Les alcopops contenant du malt sont aussi classés comme happōshu.

## Classification
La taxation japonaise sur les alcools comporte quatre catégories de type de bières contenant du malt : 67 % ou plus, 50 à 67 %, 25 à 50 % et moins de 25 % (une boisson alcoolique est qualifiée de bière uniquement si elle comporte plus de 67 % de malt). On distingue les happōshu contenant de 25 % à 50 % de malt et celles contenant moins de 25 % malt.
À la suite du succès de ce type de bière, et constatant la diminution des recettes fiscales, le Japon a augmenté en 1996 les taxes sur les boissons contenant de 50 à 67 % de malt jusqu'au niveau de celles sur la bière. Les brasseries durent alors réduire le taux de malt en dessous de 25 % de malt afin de rester compétitives, les commercialisant en outre avec de nouveaux arguments commerciaux basés sur la santé. D'autres ont décidé de brasser de l'orge non maltée comme Sapporo avec la Mugi 100% Nama-shibori. Les happōshu sont ainsi presque deux fois moins chers que la bière (140 contre 210 yens en 2009). 
Des boissons aromatisées à la bière appelées troisièmes bières (第三のビール, dai-san no bīru) par les médias ont été développées pour concurrencer les happōshu. Non maltées ou mêlant du happōshu à d'autres types d'alcool, elles sont moins chères encore.